# Abdij op de Katsberg

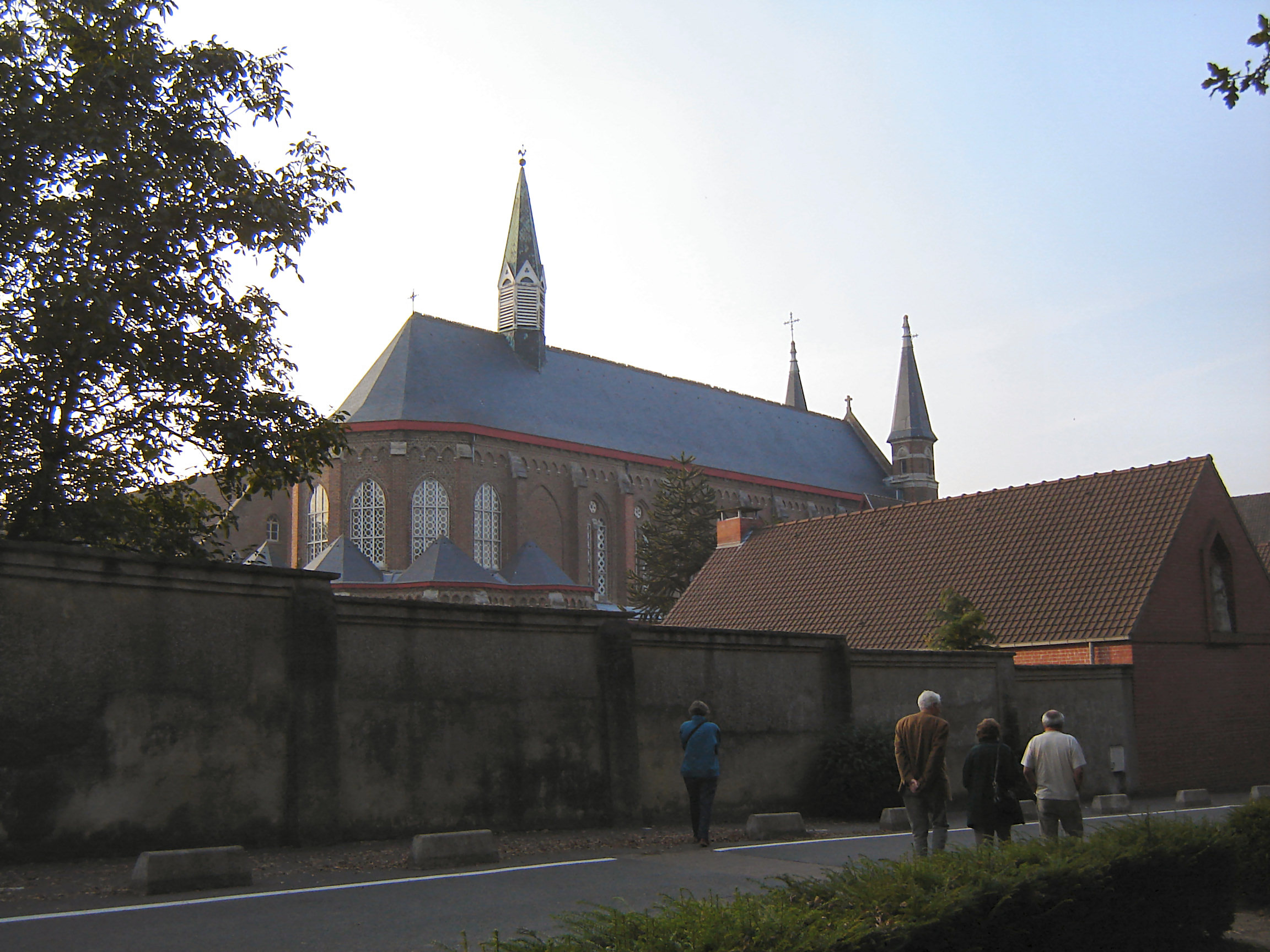
Abdij

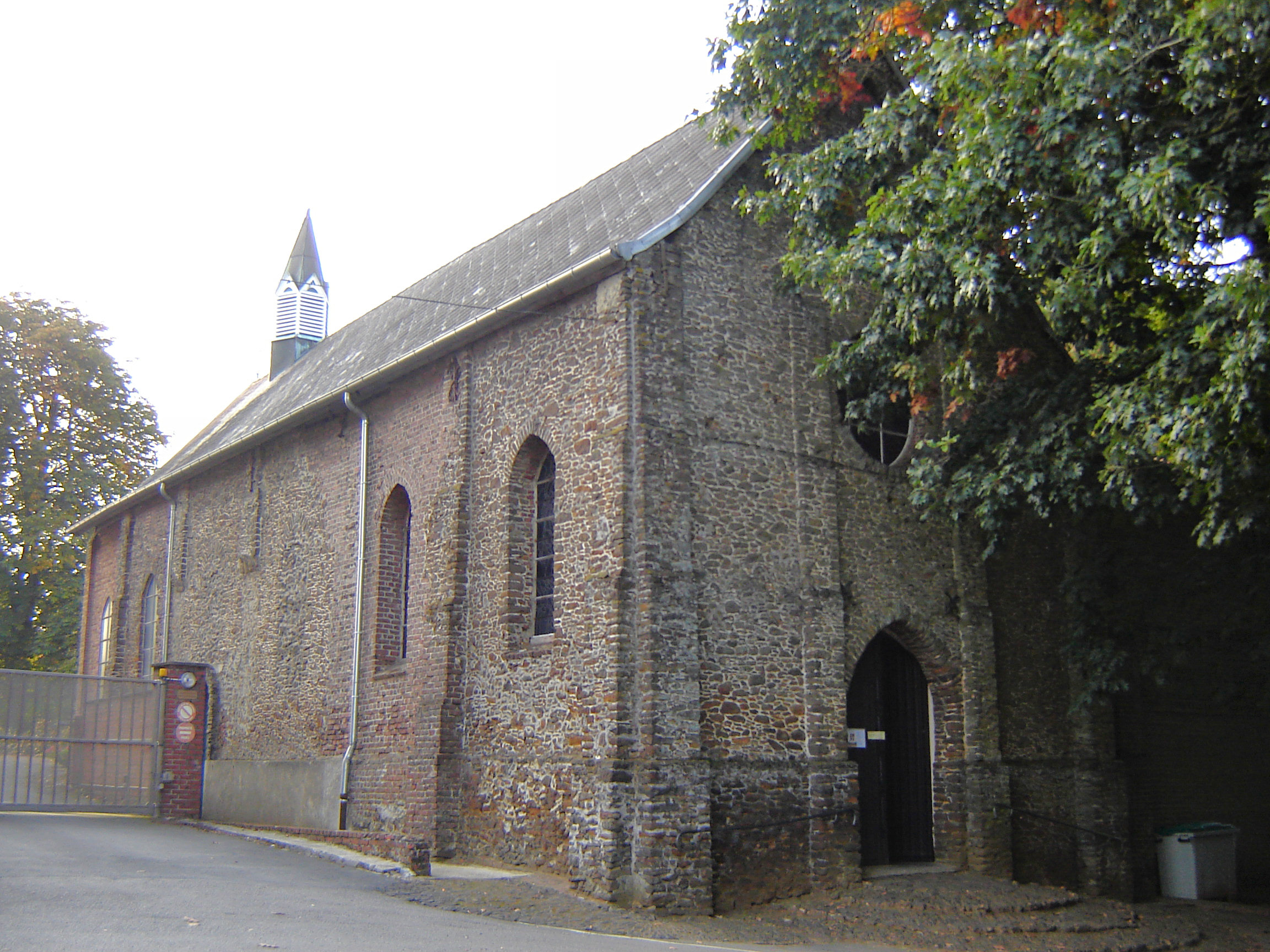
Kapel

De Abdij op de Katsberg (Frans: Abbaye du Mont des Cats) is een cisterciënzerabdij van de trappisten op de top van de Katsberg in Godewaarsvelde (Godewaersvelde) in Frans-Vlaanderen.

## Geschiedenis
In de 17e eeuw waren op de Katsberg Vlaamse monniken gevestigd, maar tijdens de Franse Revolutie werden ze verjaagd en werd hun klooster verwoest. In 1826 kwamen acht trappisten, gestuurd door de Abbaye du Gard, kort daarop Abbaye de Sept-Fons genaamd, zich vestigen in wat aan gebouwen overbleef.
De eerste jaren waren moeilijk. De twee eerste priors volgden elkaar snel op. De tweede kende geen Vlaams. De abt van de Gard stuurde als derde zijn prior Van Langendonck om het roer in handen te nemen.
In 1831 kwam deze in conflict met de procurator dom Nil Van Hoeke. Er was namelijk een meningsverschil gerezen tussen deze en de abdij van de Gard, betreffende de verdeling van financiële onkosten. Van Hoeke vond er niets beter op dan de arbitrage in te roepen van de aartsbisschop van Kamerijk, Louis Belmas (1757-1841)., die er gebruik van maakte om zijn gezag over het klooster te vestigen. Van Langendonck was het daar niet mee eens, des te meer omdat de bisschop onder de Franse revolutie de constitutionele eed had afgelegd. De kloostergemeenschap splitste zich in drie: enkele broeders bleven ter plekke in een nederzetting die niet meer door de trappistenorde werd erkend en waarvan Van Hoeke prior werd; enkele broeders trokken weer in de abdij van de Gard in, waar ze vandaan kwamen; enkele broeders, onder de leiding van prior Van Langendonck, stichtten een nieuw klooster in Westvleteren.
In 1847 was de vrede met de Trappistenorde hersteld en kon de priorij het statuut van abdij verwerven (29 december 1847).
- 1898 20 juni: inwijding van de abdijkerk.
- 1918: kerk en abdij worden zwaar beschadigd
- 1940: kerk zwaar gebombardeerd
- 1950: herstelde kerk geconsacreerd door nuntius Angelo Roncalli.

Het klooster telde begin eenentwintigste eeuw een veertigtal monniken. De trappisten van de abdij maken een kaas, de Mont des Cats, die goed te vergelijken is met de Port Salut. Sinds juni 2011 wordt er ook een trappistenbier Mont des Cats op de markt gebracht, gebrouwen in de Abdij Notre-Dame de Scourmont in Chimay, België.
De van de abdij van de Katsberg ooit afhankelijke of nog afhankelijke stichtingen zijn: Tilburg (1880), Frattochie (1884), Maromby, Belval, Fille-Dieu
Watou (1901-1934); Feluy (1902-1912); Maromby (1958).

## Priors en abten

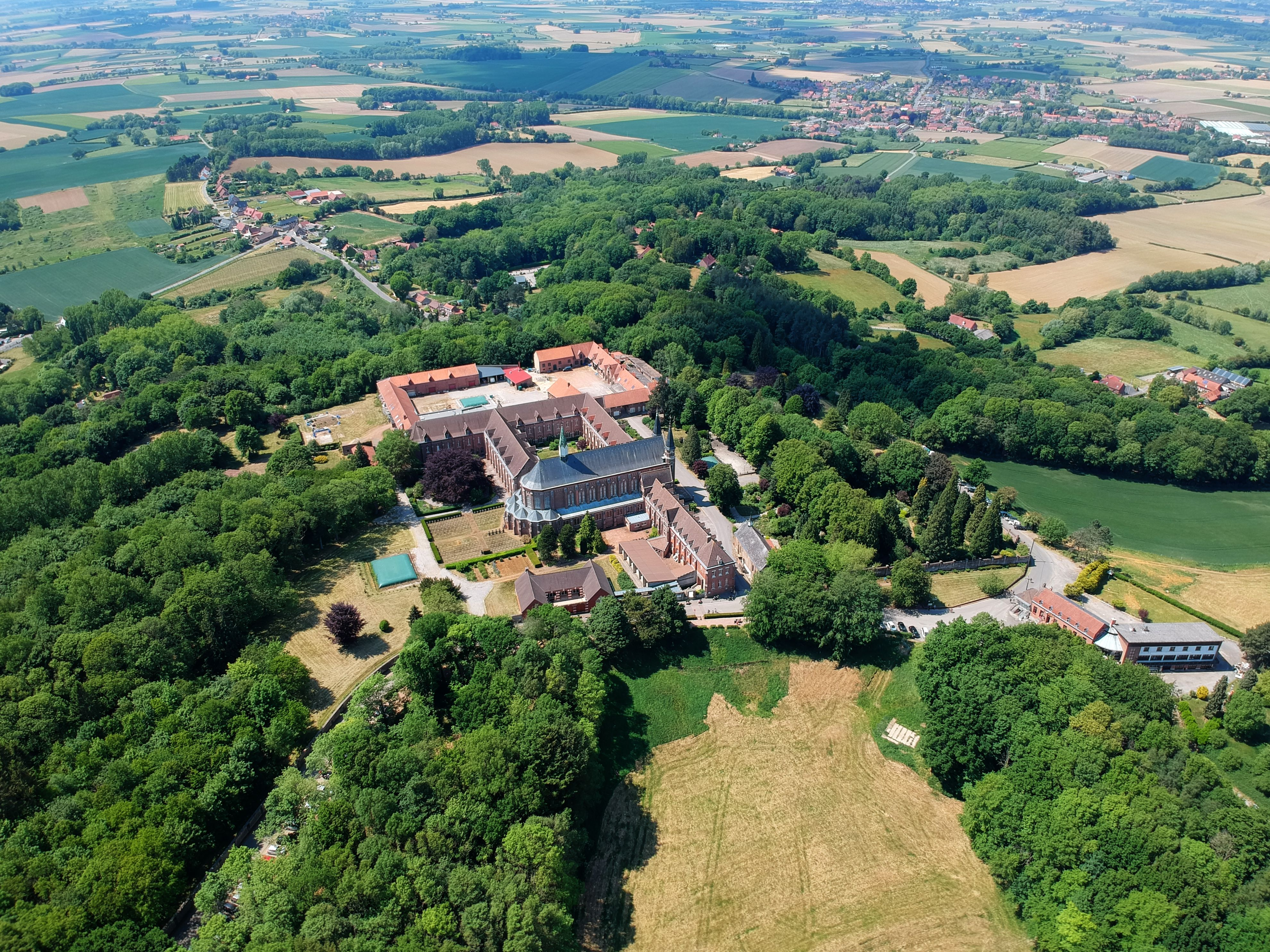
De abdij vanuit de lucht

- Marie-Joseph Matton, prior (26/01/1826 -  ?/01/1827);
- Bernard Dal, prior (?/01/1827 - 09/11/1827);
- François-Marie van Langendonck, prior (09/11/1827 - juni 1831);
- Nil van Hoeke, prior (juni 1831 -  januari 1835);
- Désiré de Ren, prior (januari 1835 -  ?/ ?/1836);
- Augustin Moreau, prior (?/ ?/1836 -  ?/02/1838);
- Athanase Itsweire, prior (?/01/1839 - 30/06/1847);

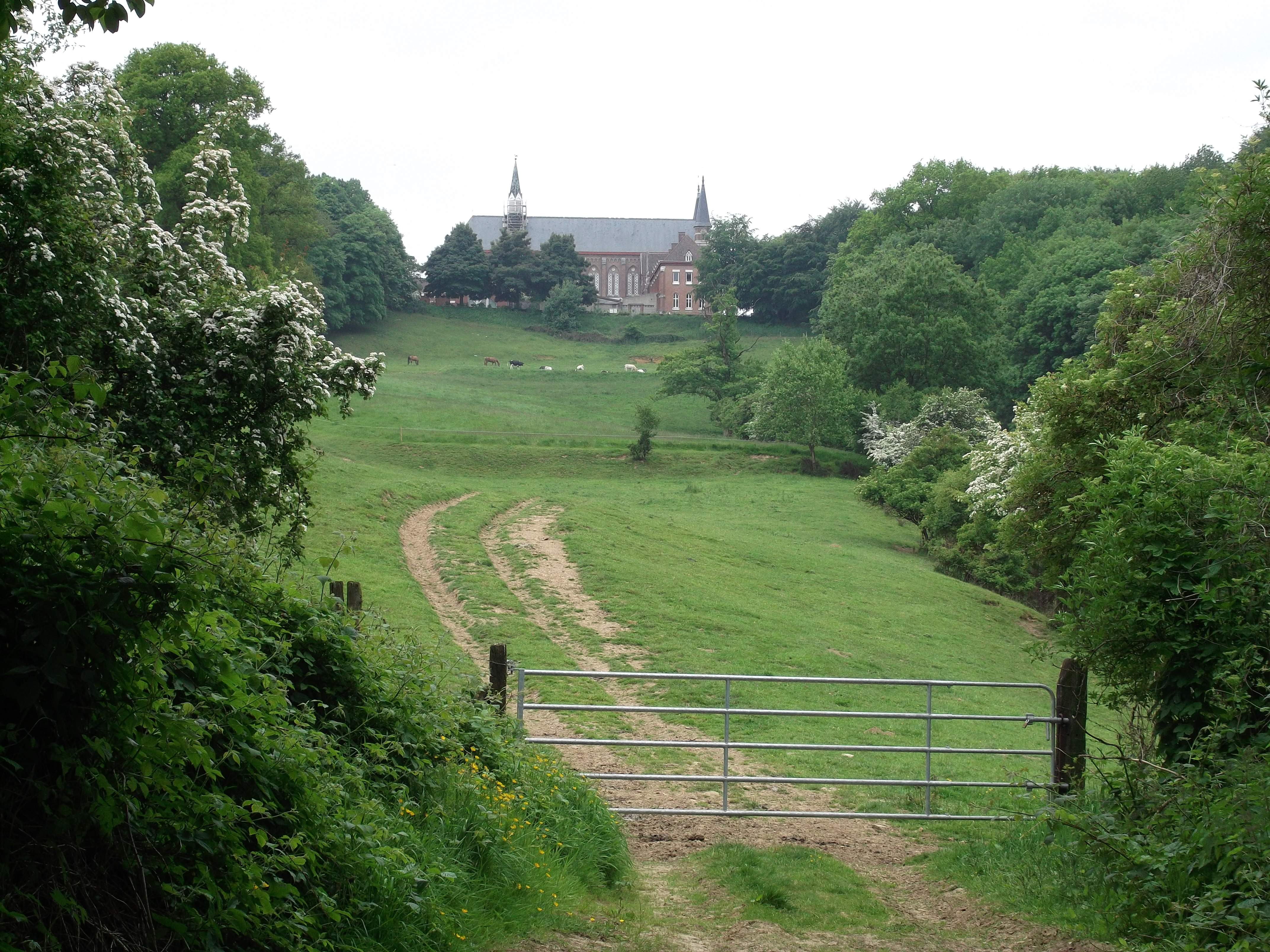
Abdij op de Katsberg

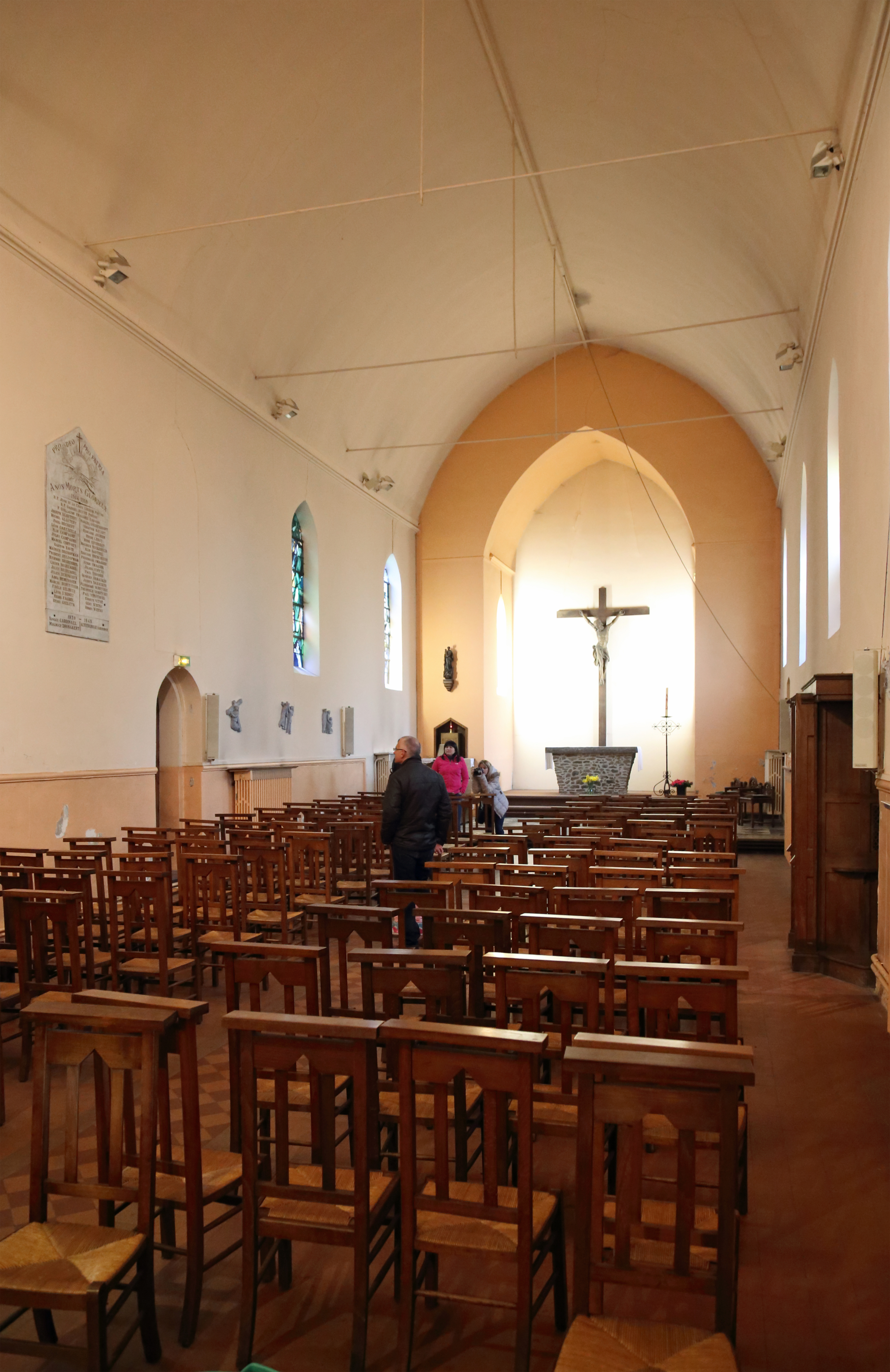
Interieur van de kapel

- Abdij op de KatsbergInterieur van de kapelDominique Lacaes, eerste abt (30/06/1847 - 05/01/1883);

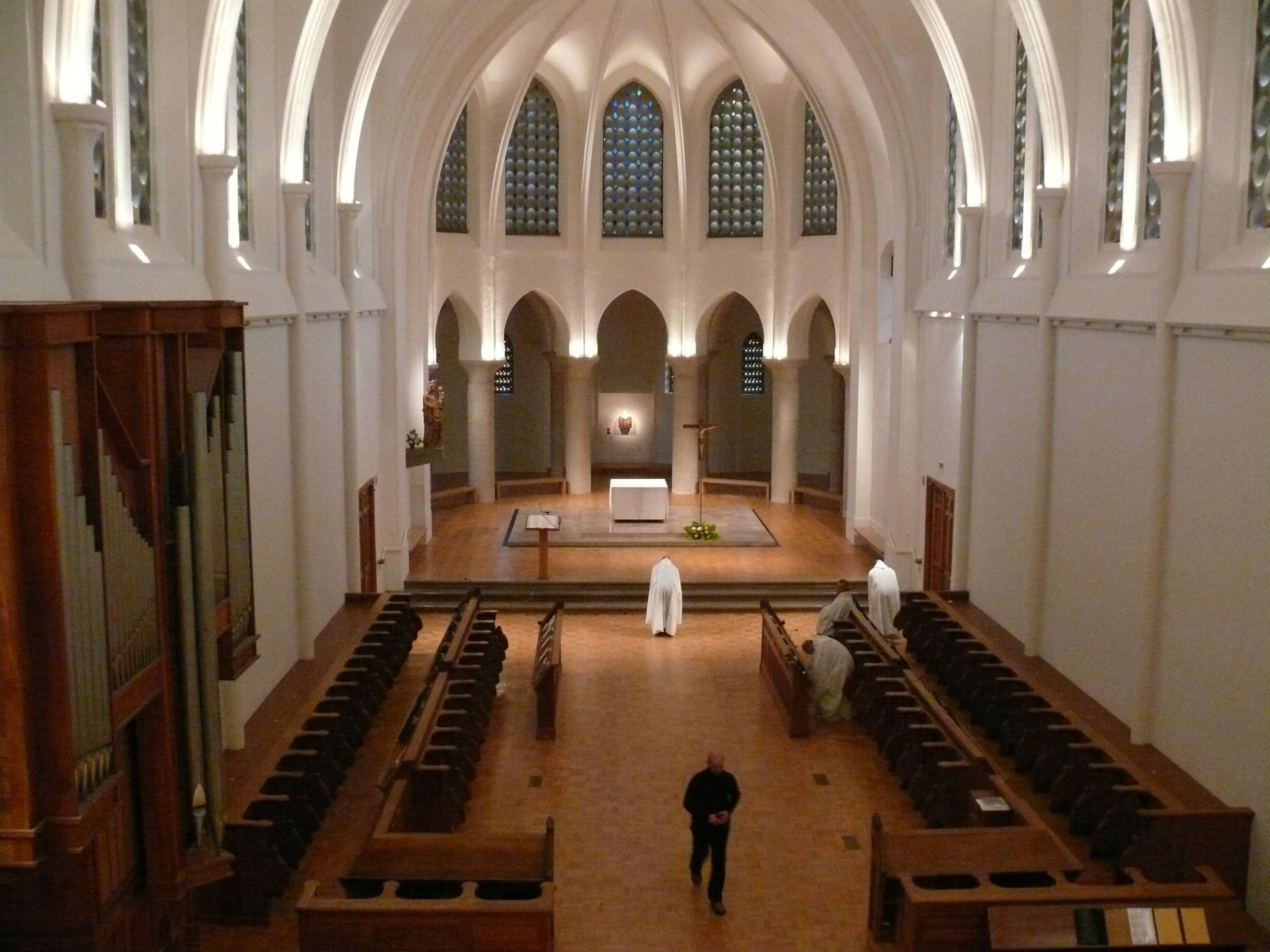

- Sébastien Wyart, tweede abt (30/01/1883 - 15/06/1889);
- Jérôme Parent, derde abt (15/06/1889 - 22/01/1906);
- Bernard Richebé, vierde abt (16/02/1906 - 01/03/1919);
- Sébastien Vandermarlière, vijfde abt (23/04/1919 - 07/09/1940);
- Achille Nivesse, prior (13/09/1940 - 15/05/1945) en zesde abt (15/05/1945 - 03/12/1962);
- André Louf, zevende abt (10/01/1963 – 14/11/1997);[noot 2]
- Guillaume Jedrzejczak, achtste abt (18/12/1997 - 20/08/2009);
- Jacques Delesalle, negende abt (prior vanaf 19/11/2009, tot abt verkozen op 11 december 2010 en aangesteld op 8 januari 2011);[1]
- Marc-André Di Péa (°1945), tot tiende abt verkozen en gewijd in 2016.
- Bernard-Marie van Caloen (Loppem, 23 oktober 1953), prior sinds 2021, tot elfde abt verkozen op 25 januari 2023 en gewijd op 2 maart 2023.[2]